# Дискографія Кіши Коул
Дискографія американської R&B співачки Кіші Коул складається з 7 студійних альбомів, 16 синглів і 6 саундтрекових альбомів.  Її дебютний альбом The Way It Is is, який вийшов 21 червня 2005, дебютував і досягнув 6-го місця в альбомному чарті Billboard 200, за перший тиждень розійшовшись тиражем 89 тис. примірників. Він містив п'ять синглів: «Never», «I Changed My Mind», «(I Just Want It) To Be Over», «I Should Have Cheated» і «Love». Через 17 тижнів він отримав золотий сертифікат, а ще всього через вісім тижнів — платиновий. Альбом залишався в чартах протягом понад року, зрештою розійшовшись тиражем понад 1,6 мільйона копій. Другий альбом Коул Just Like You вийшов 25 вересня 2007 року на лейблі Geffen Records, дебютувавши і досягнувши другої сходинки в чарті Billboard 200. Його номіновано на Найкращий сучасний R&B Альбом на 50-й премії Греммі, яка відбулася в лютому 2008 року, але там за перше місце він поступився альбомові Ne-Yo під назвою Because of You. Альбом отримав платиновий сертифікат від Американської асоціації компаній звукозапису, і розійшовся в США тиражем 1,7 мільйона копій.
Третій альбом Коул A Different Me, який вийшов 16 грудня 2008 року в США, дебютував на другому місці в чарті Billboard 200, розійшовшись за перший тиждень тиражем 322 тис. примірників, найвищим за кар'єру співачки. Альбом отримав платиновий сертифікат від Американської асоціації компаній звукозапису і розійшовся в США тиражем 1 млн копій. A Different Me дав три сингли: «Playa Cardz Right», «You Complete Me» і «Trust» за участю R&B співачки Monica.
Четвертий альбом Коул Calling All Hearts, який вийшов 21 грудня 2010 року в США на Geffen Records, дебютував і досяг 9-го місця в чарті Billboard 200, за перший тиждень розійшовшись тиражем 129 тис. Альбом дав два сингли, а також один промо-сингл. «I Ain't Thru» за участю Нікі Мінаж посів 19-те місце в чарті Billboard Bubbling Under Hot 100. Наступний сингл, «Take Me Away», досяг 20-го місця в цьому самому чарті. "«Long Way Down» вийшов як промо-сингл.
П'ятий студійний альбом Коул Woman to Woman, який вийшов 19 листопада 2012 року в Сполучених Штатах на Geffen Records, дебютував під номером 10 у чарті Billboard 200, за перший тиждень розійшовшись тиражем 96 тис. примірників, що менше, ніж у попереднього. Альбом дав три сингли, «Enough of No Love» за участю Ліл Вейн, «Trust and Believe» і «I Choose You». «Enough of No Love» посів 84-те місце в чарті Billboard Hot 100 і 7-ме місце в R&B чарті. «Trust and Believe» посів 2-ге місце в чарті Billboard Bubbling Under Hot 100, а також 8-ме місце в US R&B чарті. Станом на січень 2013 року в США продано 246 тис. копій альбому.

## Альбоми

### Студійні альбоми
| The Way It Is                                                                  | - Вихід: 21 червня 2005 - Лейбл: A&M - Формати: CD, цифрове занатаження                         | 6  | 2  | 184 | - RIAA: Платиновий | - США: 1,600,000 |
| Just Like You                                                                  | - Вихід: 25 вересня 2007 - Лейбл: Geffen - Формати: CD, цифрове занатаження                     | 2  | 1  | 149 | - RIAA: Платиновий | - : 1,700,000    |
| A Different Me                                                                 | - Вихід: грудня 16, 2008 - Лейбл: Geffen, Interscope Records - Формати: CD, цифрове занатаження | 2  | 1  | —   | - RIAA: Платиновий | - : 1,000,000    |
| Calling All Hearts                                                             | - Вихід: грудня 21, 2010 - Лейбл: Geffen, Interscope - Формати: CD, цифрове занатаження         | 9  | 5  | —   |                    | - : 450,000      |
| Woman to Woman                                                                 | - Вихід: 19 листопада 2012 - Лейбл: Geffen, Interscope - Формати: CD, цифрове занатаження       | 10 | 2  | —   |                    | - : 329,000      |
| Point of No Return                                                             | - Вихід: 7 жовтня 2014 - Лейбл: Geffen, Interscope - Формати: CD, цифрове занатаження           | 9  | 1  | —   |                    | - : 150,000      |
| 11:11 Reset                                                                    | - Вихід: 20 жовтня 2017 - Лейбл: Epic, Sony, Keyshia Cole - Формати: CD, цифрове занатаження    | 37 | 20 | —   |                    | - : 74,000       |
| «—» позначає запис, який не потрапив до чарту або не виходив на тій території. |                                                                                                 |    |    |     |                    |                  |

## Сингли

### Як провідна виконавиця
| «Never» (за участю Ів)                                                         | 2004 | —  | 71 | —  | —  | —  |                    | The Way It Is      |
| «I Changed My Mind»                                                            | 2004 | 71 | 23 | —  | —  | 48 |                    | The Way It Is      |
| «(I Just Want It) To Be Over»                                                  | 2005 | —  | 30 | —  | —  | —  |                    | The Way It Is      |
| «I Should Have Cheated»                                                        | 2005 | 30 | 4  | —  | 43 | 48 |                    | The Way It Is      |
| «Love»                                                                         | 2006 | 19 | 3  | —  | —  | —  | - RIAA: Платиновий | The Way It Is      |
| «Let It Go» (featuring Lil’ Kim and Міссі Еліот)                               | 2007 | 7  | 1  | 72 | —  | —  | - RIAA: Платиновий | Just Like You      |
| «Shoulda Let You Go» (за участю Amina)                                         | 2007 | 41 | 6  | —  | —  | —  |                    | Just Like You      |
| «I Remember»                                                                   | 2008 | 24 | 1  | —  | —  | —  |                    | Just Like You      |
| «Heaven Sent»                                                                  | 2008 | 28 | 1  | —  | —  | —  |                    | Just Like You      |
| «Playa Cardz Right» (разом з 2Pac)                                             | 2008 | 63 | 9  | —  | —  | —  |                    | A Different Me     |
| «You Complete Me»                                                              | 2009 | 62 | 7  | —  | —  | —  |                    | A Different Me     |
| «Trust» (разом з Monica)                                                       | 2009 | 70 | 5  | —  | —  | —  |                    | A Different Me     |
| «I Ain't Thru» (featuring Нікі Мінаж)                                          | 2010 | —  | 54 | —  | —  | —  |                    | Calling All Hearts |
| «Take Me Away»                                                                 | 2011 | —  | 27 | —  | —  | —  |                    | Calling All Hearts |
| «Enough of No Love» (за участю Lil Wayne)                                      | 2012 | 84 | 7  | —  | —  | —  |                    | Woman to Woman     |
| «Trust and Believe»                                                            | 2012 | —  | 15 | —  | —  | —  |                    | Woman to Woman     |
| «I Choose You»                                                                 | 2013 | —  | 78 | —  | —  | —  |                    | Woman to Woman     |
| «Next Time (Won't Give My Heart Away)»                                         | 2014 | —  | —  | —  | —  | —  |                    | Point of No Return |
| «Rick James» (за участю Juicy J)                                               | 2014 | —  | —  | —  | —  | —  |                    | Point of No Return |
| «She»                                                                          | 2014 | —  | —  | —  | —  | —  |                    | Point of No Return |
| «You» (featuring Remy Ma and French Montana)                                   | 2017 | —  | —  | —  | —  | —  |                    | 11:11 Reset        |
| «Incapable»                                                                    | 2017 | —  | 50 | —  | —  | —  |                    | 11:11 Reset        |
| «—» позначає запис, який не потрапив до чарту або не виходив на тій території. |      |    |    |    |    |    |                    |                    |

### Як запрошена виконавиця
| «Impossible» (Каньє Вест за участю Кіші Коул, Twista і BJ)                     | 2006 | —   | 54  | —  | —  | —  | —  | —  | саундтрек Mission: Impossible III |
| «(When You Gonna) Give It Up to Me» (Шон Пол за участю Кіші Коул Keyshia Cole) | 2006 | 3   | 5   | 3  | 17 | 26 | 5  | 31 | The Trinity                       |
| «Last Night» (Diddy за участю Кіші Коул)                                       | 2007 | 10  | 7   | 25 | —  | 25 | 33 | 14 | Press Play                        |
| «Dreamin'» (Young Jeezy за участю Кіші Коул)                                   | 2007 | —   | 65  | —  | —  | —  | —  | —  | The Inspiration                   |
| «I Got a Thang for You» (Trina за участю Кіші Коул)                            | 2008 | 121 | 59  | —  | —  | —  | —  | —  | Still da Baddest                  |
| «Boyfriend/Girlfriend» (Remix) (C-Side за участю Кіші Коул)                    | 2008 | 72  | 105 | 19 | —  | —  | —  | —  | Class in Session                  |
| «I've Changed» (Jaheim за участю Кіші Коул)                                    | 2008 | —   | 40  | —  | —  | —  | —  | —  | The Makings of a Man              |
| «Game's Pain» (The Game за участю Кіші Коул)                                   | 2008 | 75  | 20  | 9  | —  | —  | —  | —  | Аеропорт Лос-Анджелеса            |
| «Just Stand Up!» (з різними виконавцями)                                       | 2008 | 11  | 57  | —  | 39 | —  | —  | 26 | Неальбомний сингл                 |
| «Legendary» (DJ Khaled за участю Кріса Брауна, Кіші Коул і Ne-Yo)              | 2011 | —   | 100 | —  | —  | —  | —  | —  | We the Best Forever               |
| «—» позначає запис, який не потрапив до чарту або не виходив на тій території. |      |     |     |    |    |    |    |    |                                   |

## Появи на альбомах
| Рік  | Пісня                                                                      | Альбом                                              |
| ---- | -------------------------------------------------------------------------- | --------------------------------------------------- |
| 1998 | «When Will Heaven Call» (Nutt-So за участю Кіші Коул)                      | The Betrayal                                        |
| 1998 | «Keep Mobbin'» (Nutt-So за участю Кіші Коул і J.R.)                        | The Betrayal                                        |
| 2001 | «Nubian Queen» (Remix) (Мессі Марв за участю Кіші Коул)                    | Still Explosive                                     |
| 2004 | «Let's Get Blown» (Snoop Dogg за участю Фаррелла Вільямса і Кіші Коул*)    | R&G (Rhythm & Gangsta): The Masterpiece             |
| 2004 | «Pass It, Pass It» (Snoop Dogg за участю Фаррелла Вільямса і Кіші Коул*)   | R&G (Rhythm & Gangsta): The Masterpiece             |
| 2006 | «Crack Music» (Каньє Вест за участю The Game, Charlie Wilson і Кіші Коул*) | Late Registration                                   |
| 2006 | «What's Going On» (Remy Ma за участю Кіші Коул)                            | There's Something about Remy: Based on a True Story |
| 2006 | «Give It Up to Me»(Шон Пол за участю Кіші Коул)                            | The Trinity                                         |
| 2006 | «Be Somebody» (Dre за участю Кіші Коул)                                    | The Trunk                                           |
| 2006 | «Stay Down» (Bailey за участю Кіші Коул)                                   | Champ Bailey                                        |
| 2006 | «Last Night» (Diddy за участю Кіші Коул)                                   | Press Play                                          |
| 2006 | «Dreamin'» (Young Jeezy за участю Кіші Коул)                               | The Inspiration: Thug Motivation 102                |
| 2006 | «Playa Cardz Right (Female)» (тупак Шакур за участю Кіші Коул)             | Pac's Life                                          |
| 2007 | «Love U Better» (дует Кейта Світа і Кіші Коул)                             | Навіщо ми одружуємося?                              |
| 2007 | «Best Friend» (R. Kelly за участю Кіші Коул і Polow da Don)                | Double Up                                           |
| 2007 | «I've Changed» (Jaheim за участю Кіші Коул)                                | The Makings of a Man                                |
| 2007 | «Don't Ya' Trust Me(Stereo-Types Remix)» (2Pac за участю Кіші Коул)        | The Way He Wanted It Vol. 3                         |
| 2008 | «I Got a Thang for You» (Trina за участю Кіші Коул)                        | Still da Baddest                                    |
| 2008 | «Love You Better» (Кейт Світ за участю Кіші Коул)                          | Just Me                                             |
| 2008 | «#1 Fan» (Plies за участю Кіші Коул і J. Holiday)                          | Definition of Real                                  |
| 2009 | «Get Your Money Up» (Кері Хілсон за участю Кіші Коул і Trina)              | In a Perfect World...                               |
| 2009 | «Bad Bad Bad» (Gucci Mane за участю Кіші Коул)                             | The State vs. Radric Davis                          |
| 2010 | «Can't Stay Away» (Faith Evans за участю Кіші Коул)                        | Something About Faith                               |
| 2011 | «Legendary» (DJ Khaled за участю Кріса Брауна, Кіші Коул і Ne-Yo)          | We the Best Forever                                 |
| 2015 | «Black Heaven» (Lil Boosie за участю Кіші Коул і J. Cole)                  | Touchdown 2 Cause Hell                              |
| 2015 | «Nothing to Me» (G-Eazy за участю Кіші Коул і E-40)                        | When It's Dark Out                                  |

(*) позначає трек, на якому Кіша виконала бек-вокал, але її не позначили як запрошену виконавицю

## Появи в саундтреках
| Year | Song                                                              | Movie                                |
| ---- | ----------------------------------------------------------------- | ------------------------------------ |
| 2003 | «Get Up»                                                          | Байкери                              |
| 2004 | «Never» (за участю Ів)                                            | Перукарня 2: Знов у справі           |
| 2005 | «Guess What» (за участю Jadakiss)                                 | Транзит                              |
| 2006 | «Impossible» (Каньє Вест разом з Кішою Коул і Twista)             | Місія нездійсненна 3                 |
| 2006 | «(When You Gonna) Give It Up to Me» (Шон Пол за участю Кіші Коул) | Step Up (Original Soundtrack)        |
| 2007 | «Love You Betta» (дует Кейта Світа і Кіші Коул)                   | Tyler Perry's Why Did I Get Married? |
| 2014 | «I'm Coming Out» (за участю Іггі Азалії)                          | Інша жінка                           |

## Мікстейпи
- 2004: Team Invasion Presents Keyshia Cole

## Нотатки
1. ↑  "(I Just Want It) To Be Over" не потрапила до Billboard Hot 100, але посіла 1-ше місце в чарті Billboard Bubbling Under Hot 100 Singles, який є 25-пісенним додатком до Billboard Hot 100.
2. ↑  "I Ain't Thru" не потрапив до Billboard Hot 100, але посів 19-те місце в чарті Billboard Bubbling Under Hot 100 Singles, який є 25-пісенним додатком до Billboard Hot 100.
3. ↑  "Take Me Away" не потрапив до Billboard Hot 100, але посів 20-те місце в чарті Billboard Bubbling Under Hot 100 Singles, який є 25-пісенним додатком до Billboard Hot 100.
4. ↑  "Trust and Believe" не потрапив до Billboard Hot 100, але посів 2-ге місце в чарті Billboard Bubbling Under Hot 100 Singles, який є 25-пісенним додатком до Billboard Hot 100.
5. ↑  "You" не потрапив до чарту Billboard Hot R&B/Hip-Hop Songs, але посів 8-ме місце в чарті Bubbling Under R&B/Hip-Hop Singles.
6. ↑  "Impossible" не потрапила до Billboard Hot 100, але посіла 3-тє місце в чарті Bubbling Under Hot 100 Singles.[20]